# Sätra brunns kyrka
Sätra brunns kyrka är en privatägd kyrkobyggnad inom Kila församlings område i Västerås stift. Kyrkan ligger i Sätra brunn i Sala kommun.

## Historia

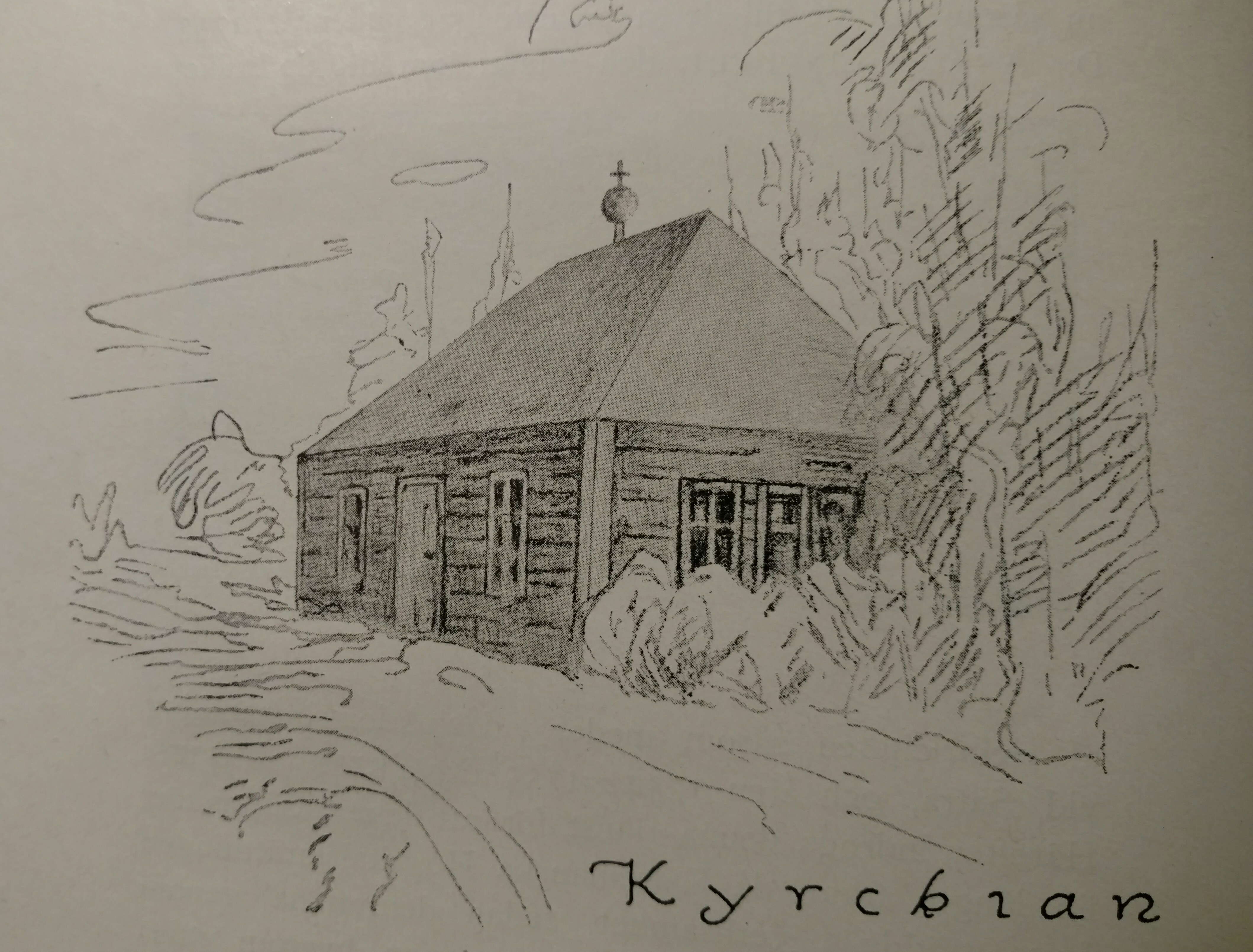
Illustration över en tidigare kyrka, föreställer Brunnshuset.

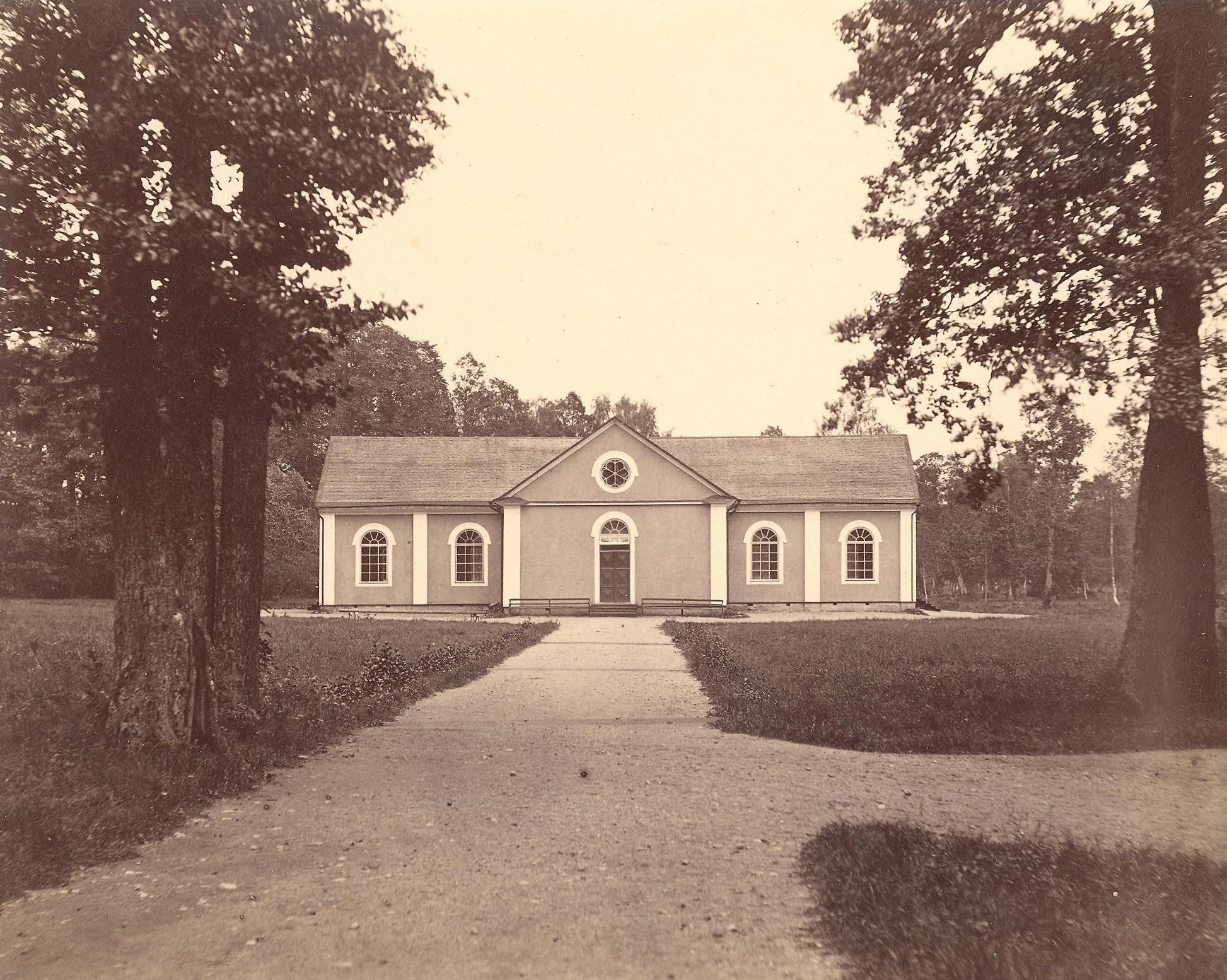
Äldre fotografi över kyrkan (1873).

Dagens kyrka är den tredje kyrkan på Sätra brunn. I samband med att kurortens etablering byggdes under åren 1705-1708 den första kyrkan, som då tillhörde Fläckebo socken. Denna brann dock ner, och den enda återstoden var ett kors som sattes på Brunnshusets tak. Den nerbrunna kyrkan ersattes 1760 med en andra kyrka, byggd på samma plats. Denna byggnad finns kvar och kallas sedermera Brunnskontoret. Byggnaden visade sig vara för liten som kyrka, och en ny sådan planerades att byggas mellan Läkarstugan och Björnbo. Dessa planer blev aldrig verklighet och istället förlades den nya kyrkobyggnaden till sin nuvarande plats i Flemingsparkens nordvästra del.
Den nuvarande kyrkan byggdes 1863–1866 och invigdes den 30 juni 1867 av biskop Carl Olof Björling. Kyrkans unika orgel donerades detta år av en brunnsgäst. Kyrkan har främst fungerat som sommarkyrka, även om vissa gudstjänster har hållits på vintern. Under Kila kyrkas renovering 1935–1936 fungerade Sätra brunns kyrka som församlingskyrka för Kila församling. Kyrkan ägs dock inte av Kila församling, utan av Sätra brunns ekonomiska förening som driver kurorten.
Kyrkan används idag främst till bröllop, konserter och konferenser. Flera kända artister har uppträtt i kyrkan, bland annat The Real Group, Lill-Babs, Robert Wells och Kalle Moraeus. År 2024 hölls SVT:s Luciamorgon i kyrkan.

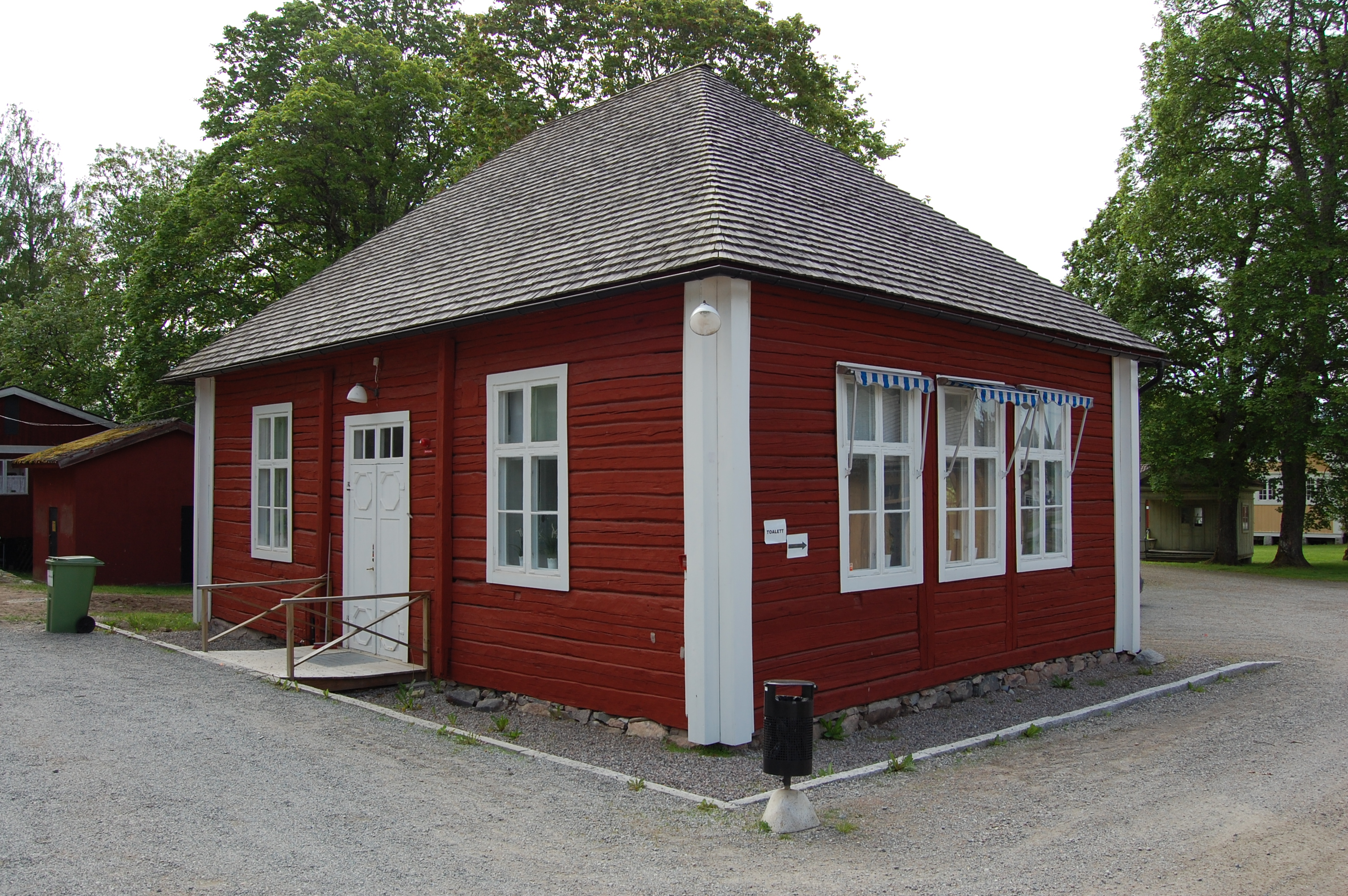
Det nuvarande Brunnskontoret uppfördes 1760 och användes som Sätra brunns kyrka fram till 1866 då den nuvarande invigdes.

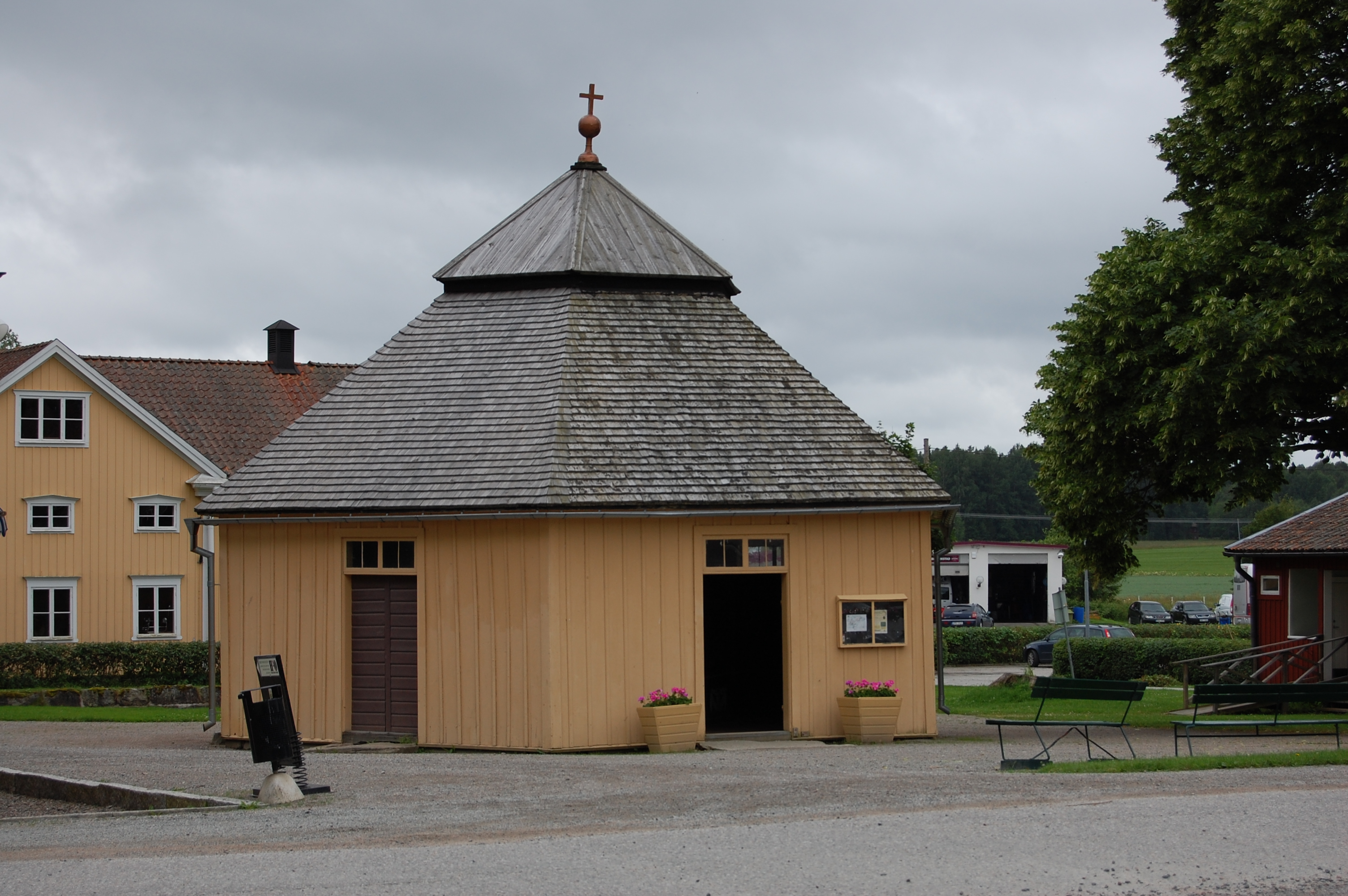
Brunnshusets takkors är den enda kvarlevan från den nedbrunna första kyrkan.

## Beskrivning
Kyrkan har den tidstypiska formen av ett grekiskt kors. Den inrymmer ett enda rum i hela sin form. Altaret, den stora predikstolen och orgeln med läktare är ursprungliga för kyrkan, medan den lilla predikstolen och psalmnummertavlorna flyttats över från den tidigare kyrkan.

## Bilder

### Interiör

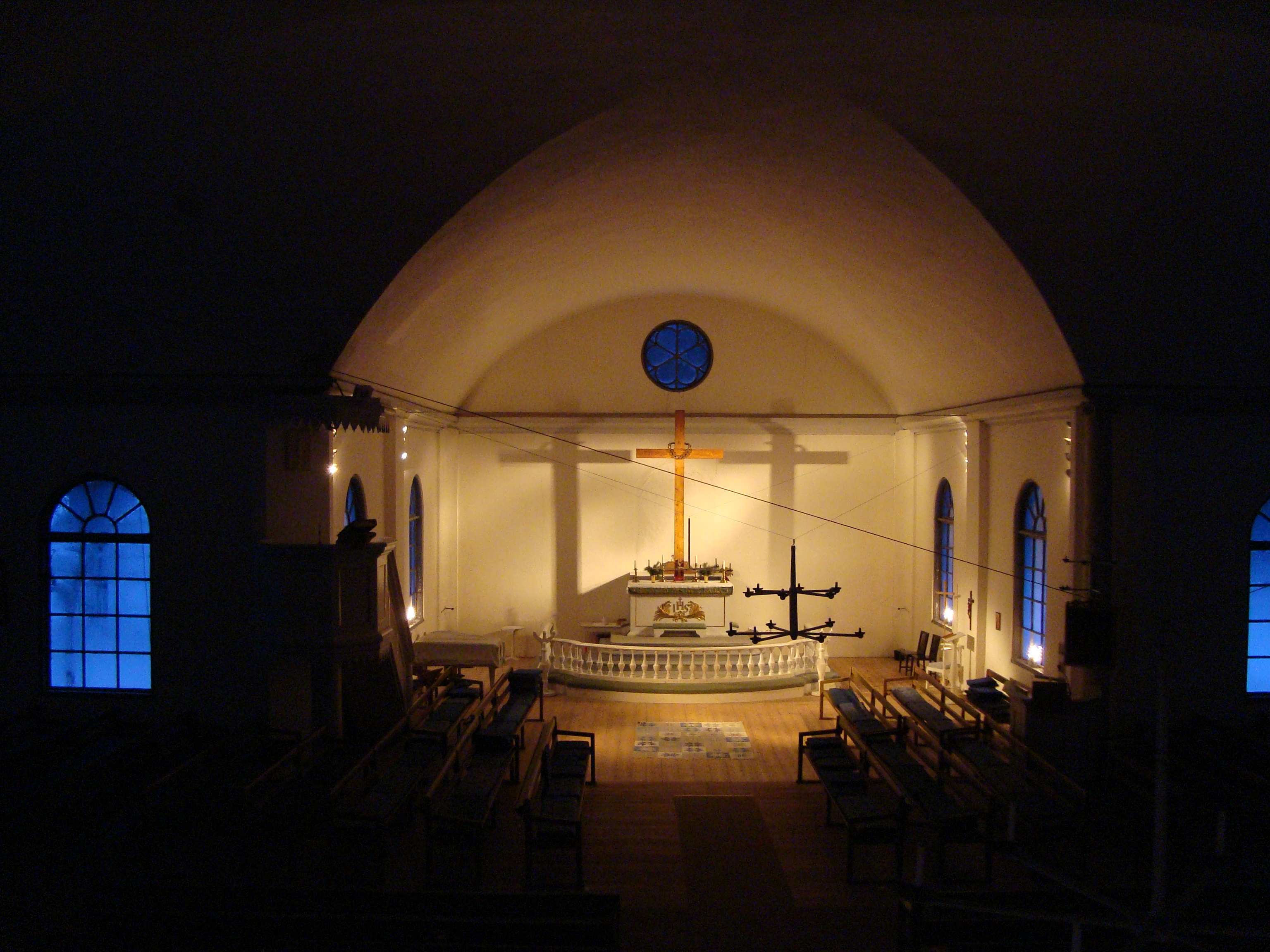
Vy från orgelläktaren.
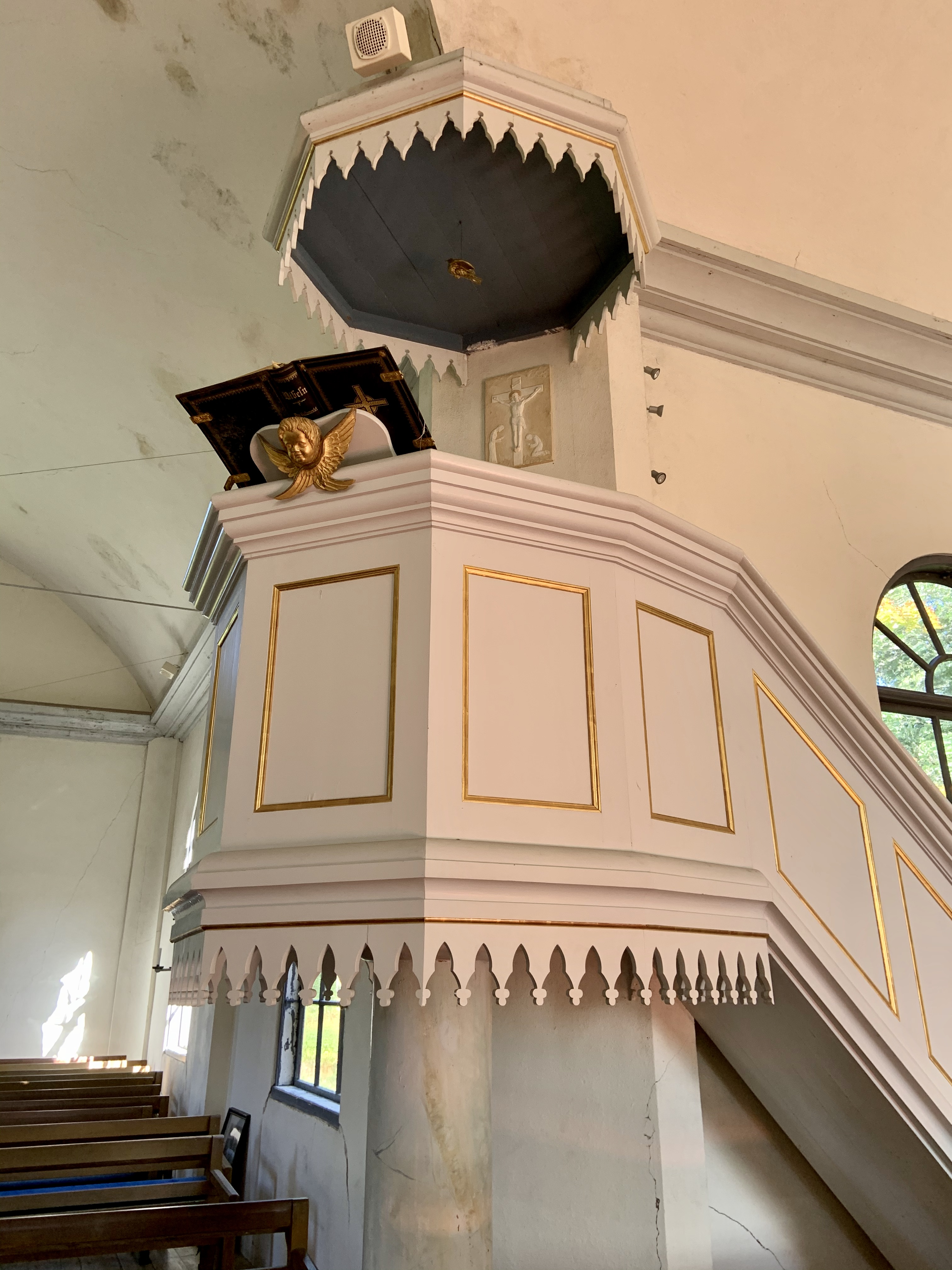
Predikstolen.
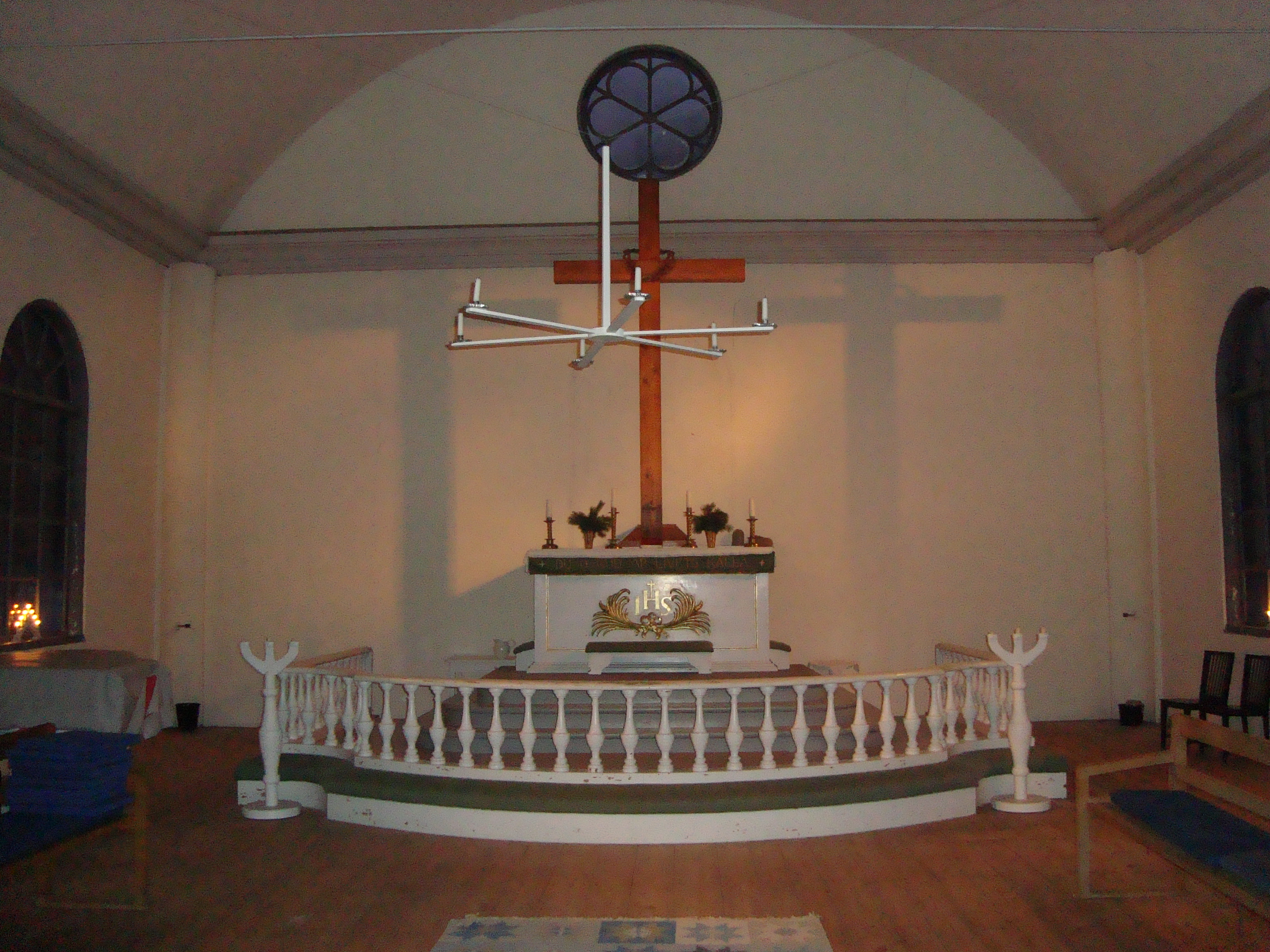
Altaret.
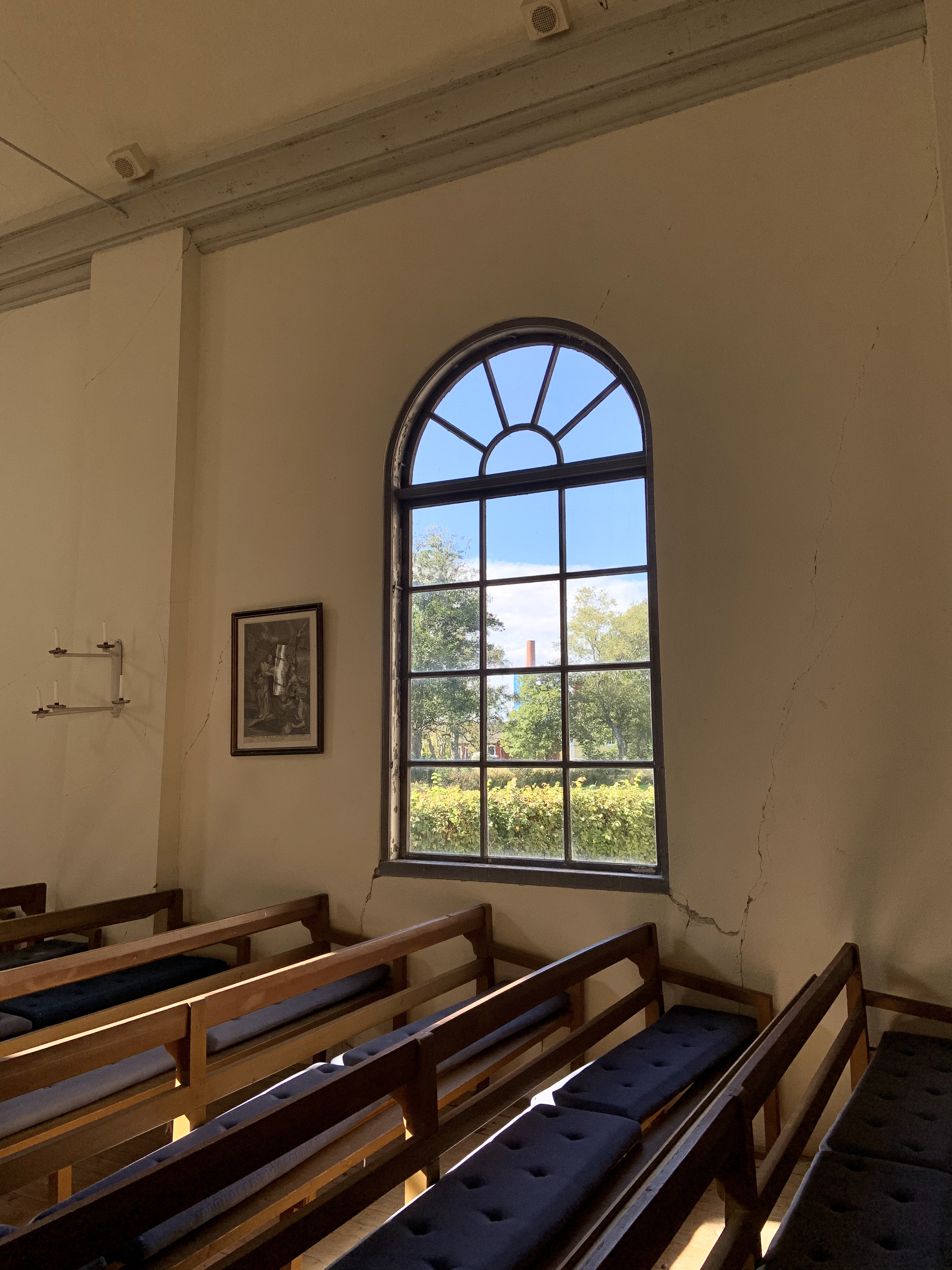
Vid ett av fönstren.

### Exteriör

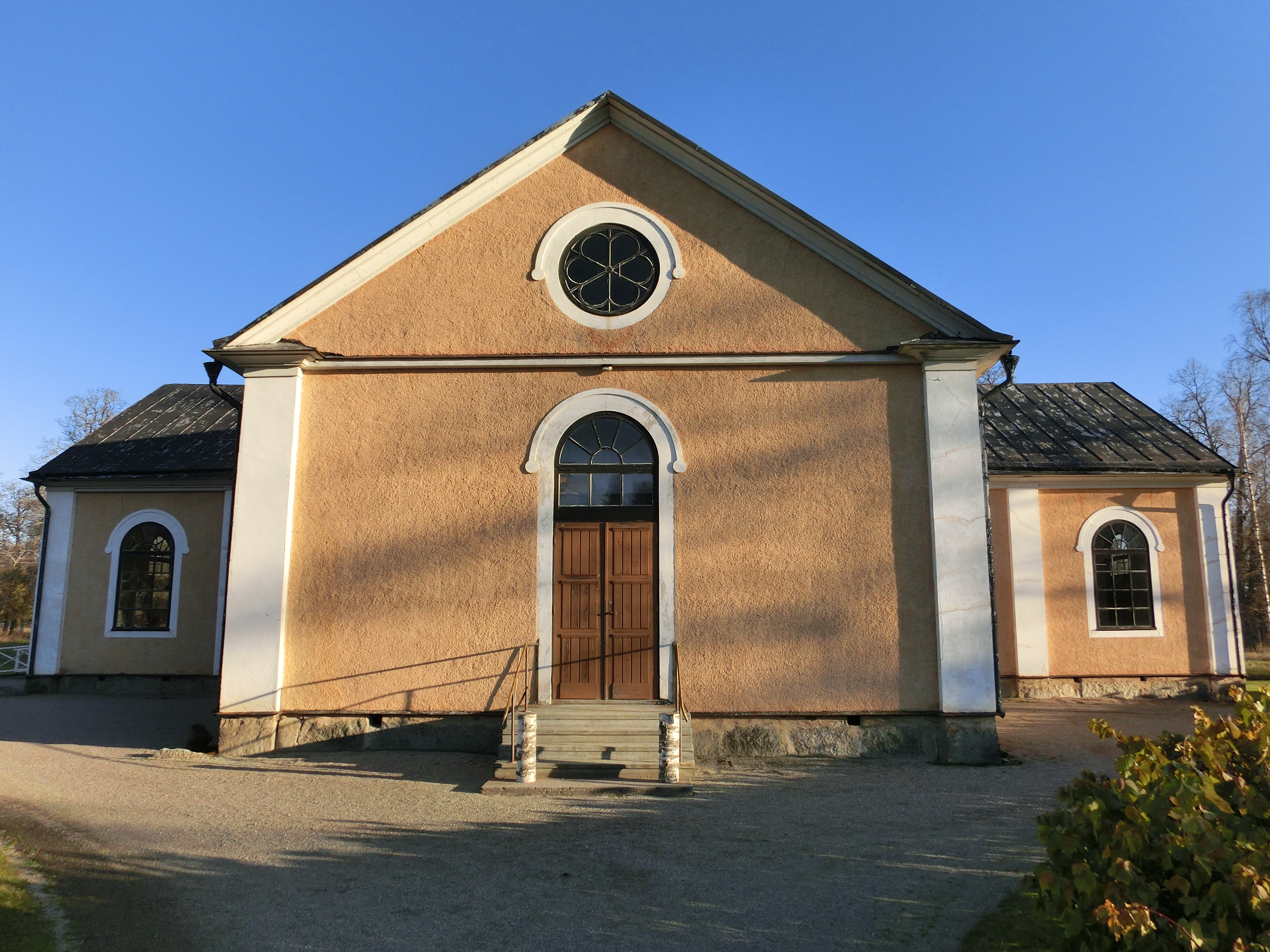
Framifrån.
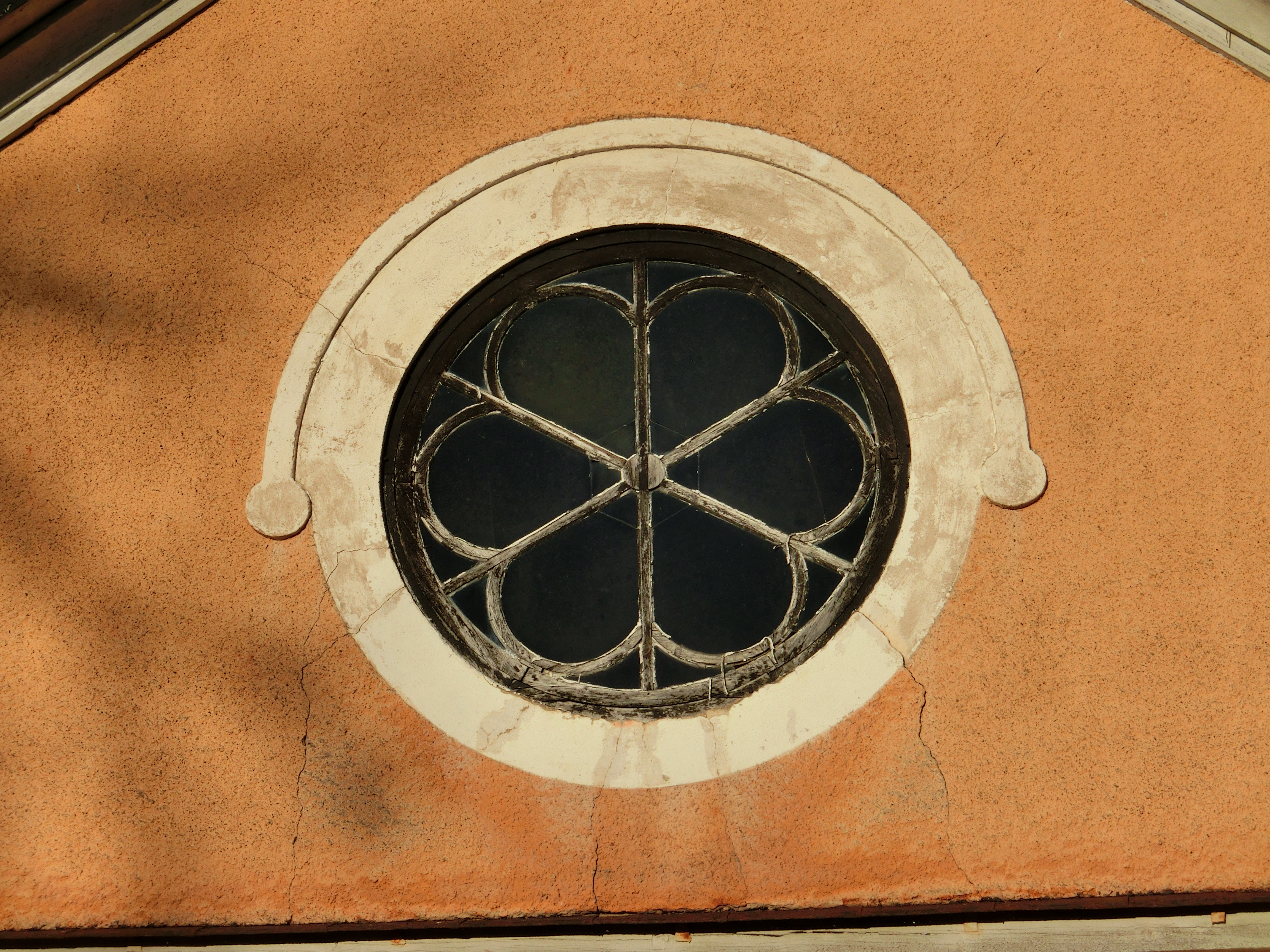
Kyrkofönster.
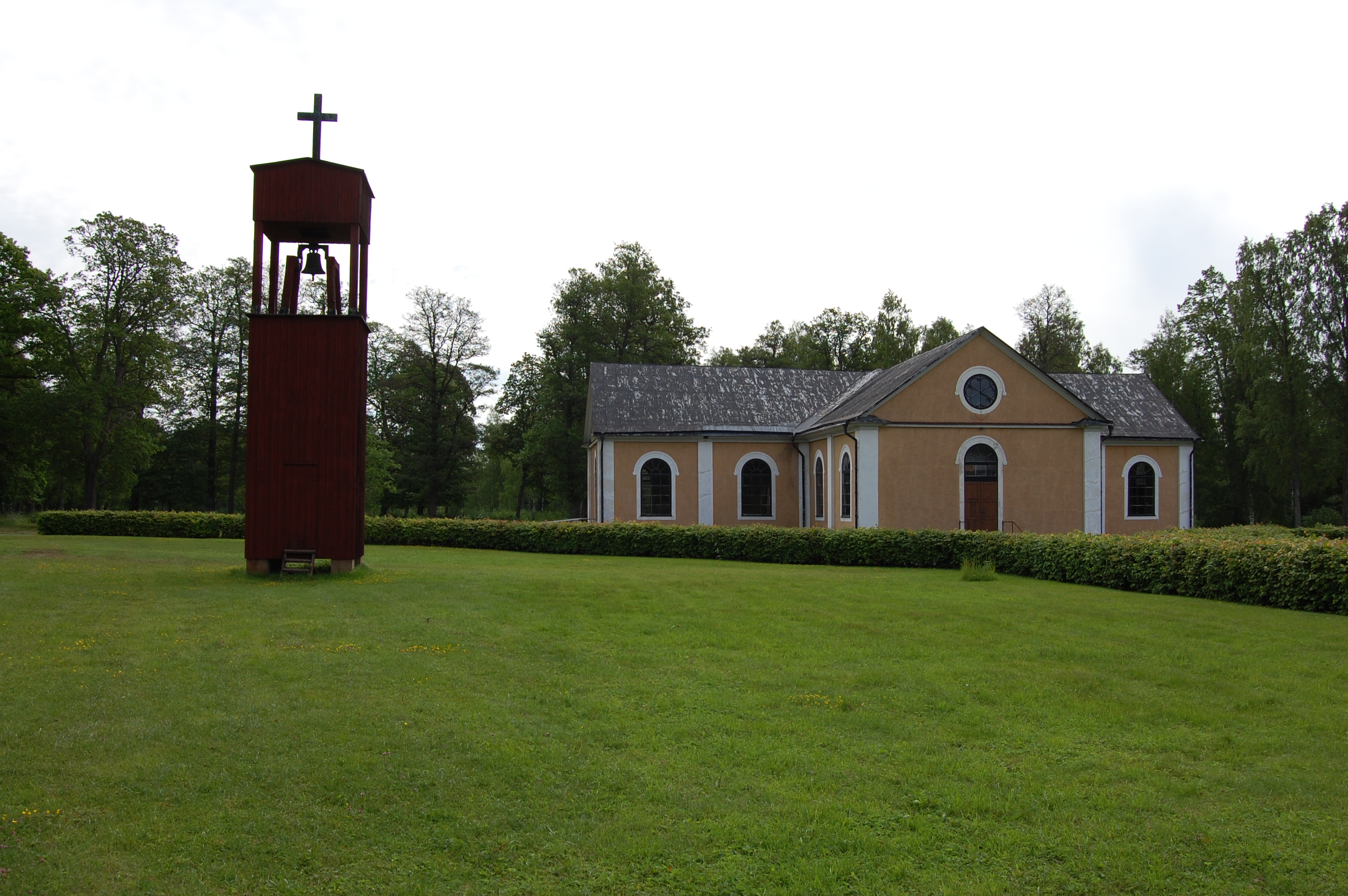
Kyrkan med klocktorn.
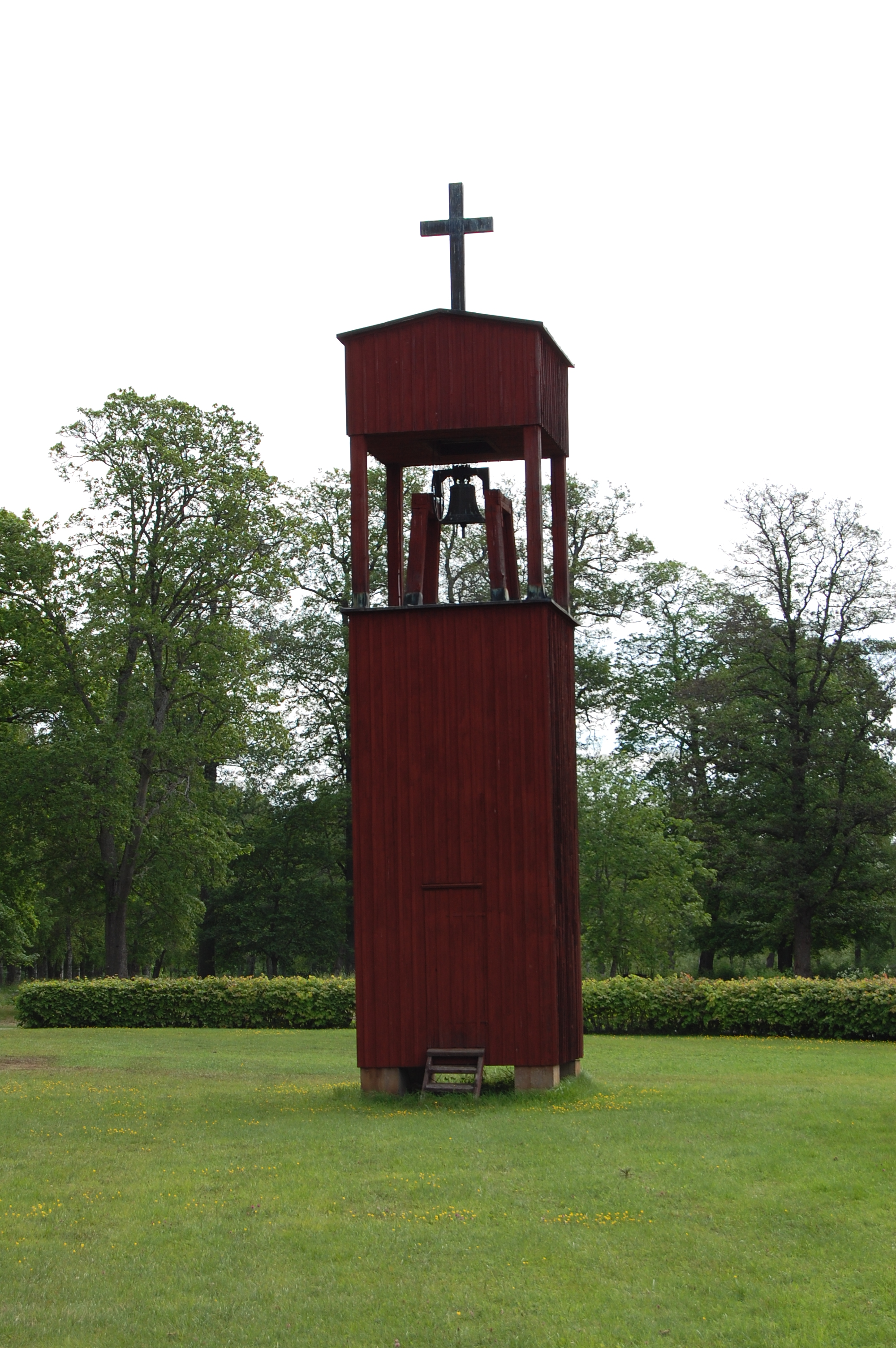
Klocktornet.

## Diskografi
- Orgeln i Brunns kyrka / Blomberg, Göran, orgel. Singel. ARR 45017. 1969.